# Phycus rufofemoratus
Phycus rufofemoratus är en tvåvingeart som beskrevs av Krober 1913. Phycus rufofemoratus ingår i släktet Phycus och familjen stilettflugor. Inga underarter finns listade i Catalogue of Life.